# Węgrzce (województwo dolnośląskie)
Węgrzce (do 1945 roku niem. Wangern) – wieś w Polsce, położona w województwie dolnośląskim, w powiecie wołowskim, w gminie Wińsko.

## Podział administracyjny
W latach 1975–1998 miejscowość należała administracyjnie do województwa wrocławskiego.

## Obiekty zabytkowe
W Węgrzcach znajdują się ruiny dwóch pałaców z zabudowaniami gospodarczymi z XIX w.